# Lamingtonium binnaburrense
Lamingtonium binnaberrense – gatunek chrząszcza z rodziny Lamingtoniidae. Endemit Australii.

## Taksonomia
Gatunek ten opisany został po raz pierwszy w 1969 roku przez Tapana Sen Guptę i Roya Alberta Crowsona na podstawie dwóch samców odłowionych w 1966 roku w Binna-Burra na terenie Parku Narodowego Lamington. Zarówno  epitet gatunkowy jak i nazwa rodzajowa pochodzą od lokalizacji typowej.

## Morfologia
Chrząszcz o prostokątnawym w zarysie, umiarkowanie wypukłym ciele długości 3,4 mm i szerokości 1,4 mm, najszerszym w pokrywach. Ubarwienie ma rudobrązowe z ciemniejszymi: głową, przedpleczem i poprzeczną łatą pośrodku pokryw. Spód ciała i odnóża porasta delikatne owłosienie.
Głowa jest z tyłu nieprzewężona, wyposażona w ukośne, wyniesione żeberka na czole i służące strydulacji chropowatości, pozbawiona wyraźnego szwu epistomalnego. Wierzch głowy jest z wyjątkiem potylicy pokryty rozproszoną punktacją i jeszcze rzadszym oszczecinieniem. Oczy złożone są przeciętnej wielkości, zbudowane z dość małych omatidiów. Czułki buduje jedenaście członów, z których trzeci jest dłuższy od nóżki i krótszy od pięciu członów następnych, a trzy człony końcowe formują wyraźną buławkę. Nadustek ma wcięcia po bokach i przykrywa wargę górną. Żuwaczki są zaopatrzone w trzy zęby na wierzchołku, kępkę szczecinek w pośrodku krawędzi tnącej części molarnej, natomiast pozbawione są guzków czy jamek na stronie wierzchniej. Szczęki cechują się gęstym pędzelkiem szczecinek na szerokiej i dość krótkiej żuwce zewnętrznej, krótką, pozbawioną haczyków u szczytu żuwką wewnętrzną oraz trójczłonowymi, palcowatymi głaszczkami szczękowymi. Warga dolna ma poprzeczną bródkę i pozbawiona jest języczka. Szwy odgraniczające gulę mają przebieg równoległy, a jej część przednia wyróżnia się mikrorzeźbą od reszty puszki głowowej.
Przedplecze ma kształt poprzeczny z przednimi kątami nieco zaokrąglonymi, a tylnymi rozwartymi. Jest szersze od głowy, ale węższe od pokryw. Powierzchnia jego punktowana jest silniej niż głowa, przy czym punkty niemal zanikają wzdłuż linii środkowej i brzegów bocznych. U nasady przedplecza występuje para wcisków. Przednią i tylną krawędź przedplecza porastają delikatne włoski. Tylna krawędź jest silnie obrzeżona. Niewielkich rozmiarów tarczka ma pozbawioną punktowania powierzchnię i poprzeczny kształt z zaokrąglonym kątem tylnym. Na każdej pokrywie występuje dziewięć przerywanych rzędów punktów oraz bardzo drobne, silnie i bezładnie rozproszone punkciki między nimi. Brak jest rzędów przytarczkowych. Wąskie podgięcia pokryw dochodzą niemal do ich nieściętego wierzchołka. Użyłkowanie tylnych skrzydeł charakteryzuje się zamkniętą komórką radialną, wyraźną żyłką poprzeczną radialno-medialną oraz czterema żyłkami analnymi. Wyrostek przedpiersia lekko rozszerza się u szczytu. Panewki przednich bioder otwarte są tak od zewnątrz, jak i od wewnątrz, a przednie krętarzyki są częściowo zasłonięte. Śródpiersie ma przeciętnie rozstawione, otwarte od zewnątrz panewki środkowych bioder i w znacznym stopniu odsłonięte krętarzyki. Kształt zapiersia jest poprzeczny. Odnóża wszystkich par mają krótkie i szerokie krętarze, pogrubione pośrodku uda, zaopatrzone w parę ostróg golenie oraz pięcioczłonowe, pozbawione płatów stopy. Pierwszy człon stóp jest dłuższy niż trzy następne z osobna, a piąty tak długi jak trzy poprzednie razem wzięte. Golenie przedniej pary pozbawione są kili i ząbków.
Na spodzie odwłoka widocznych jest pięć stawowo połączonych sternitów (wentrytów) o niemal równych długościach. Pierwszy z nich pozbawiony jest linii zabiodrowych i wypuszcza ku przodowi wąski i trochę zaostrzony wyrostek międzybiodrowy. Ósmy segment odwłoka pozbawiony jest funkcjonalnych przetchlinek. Genitalia samca mają edeagus o pojedynczej, pośrodkowej rozpórce oraz stawowo połączonych, nie krótszych od dwukrotności swej szerokości paramerach.

## Ekologia i występowanie
Gatunek ten jest endemiczny dla Australii, znany wyłącznie z lokalizacji typowej w Parku Narodowym Lamington w Queensland. Jest owadem saproksylicznym. Oba znane nauce okazy pozyskano spod kory martwego, ale stojącego jeszcze pnia drzewa.